# Elin Jakobsen
Elin Grethe Jakobsen (9. juli 1928, død 10. september 2021) var en dansk politiker (Det Konservative Folkeparti) som var borgmester i Ledøje-Smørum Kommune fra 1978 til udgangen af 1985.